# لبود فوقي الثلم
اللَّبُودُ الفَوْقِيُّ الثَّلَمِ (Ixodes persulcatus) أو قراد تايغا (بالإنجليزية: taiga tick) هو نوع من القراد الذي ينتشر في أوروبا وووسط وشمال آسيا حتى الصين واليابان.
مثنوية الشكل الجنسية واضحة، حيث أن الذكر أصغر بكثير من الأنثى.

## الكائنات المضيفة
يعد الإنسان بالإضافة لذوات الحافر والكلب والأرنب وحتى الزغبات وقنفذ أمور وأحيانا الطيور المضيف لهذا النوع من القراد.

## الأمراض
ينقل اللبود الفوقي الثلم داء لايم وداء البابسيات والتهاب الدماغ المحمول بالقراد، النوع السيبيري ونوع الشرق الأقصى.ref name="Jääskeläinen"/>
كما يحتمل أنه ينقل أنابلازما المحببات البشرية.